# 王蒲臣
王蒲臣（1902年7月12日—2005年7月17日），浙江江山人，中华民国情报官员，曾任國民政府軍事委員會調查統計局机要室主任、川康区副区长、北平站督察长。

## 生平
王蒲臣与戴笠、毛人凤、张冠夫为江山县立文溪高等小学同学。1921年，他毕业于浙江省立第九师范。1935年，王蒲臣调任江苏省民众教育馆馆长，同年在戴笠劝说下，加入军统。1948年，王蒲臣担任保密局北平站督察长。
2005年7月在台北逝世。 

## 著作
- 《滚滚浪沙九十秋》（1991）
- 《一代奇人戴笠将军》（2003年6月12日） [3]
- 《三莅美境，六度月园》